# Maceo (Kolumbia)
Maceo – miasto w Kolumbii, w departamencie Antioquia.